# Weiher (Waffenbrunn)
Weiher ist ein Gemeindeteil der Gemeinde Waffenbrunn im Landkreis Cham des Regierungsbezirks Oberpfalz im Freistaat Bayern.

## Geografie
Weiher liegt 1 Kilometer nördlich von Waffenbrunn an der Staatsstraße 2146. 300 Meter östlich von Weiher fließt der Katzbach nach Süden dem Regen zu. Auf seinem Ostufer verläuft die Bahnstrecke Cham–Waldmünchen. 1 Kilometer südöstlich von Weiher befindet sich der Haltepunkt Waffenbrunn. Weiher liegt am Lohbauernbach. Er entspringt 1 Kilometer nordwestlich von Weiher und fließt nach Südosten dem Katzbach zu. Südwestlich von Weiher ist der Lohbauernbach zu einigen Fischweihern aufgestaut, darunter ein größerer, der Schlossweiher, dem der Ort seinen Namen verdankt. Südwestlich von Weiher erhebt sich der 486 Meter hohe Münchsbachberg und nördlich die 451 Meter hohe Försterhöhe.

## Geschichte
Weiher (auch: Weyhern) hatte 1752 4 Anwesen. Die Eigentümer hießen Roider, Plötz, Rampf, Meisl.
1808 wurde die Verordnung über das allgemeine Steuerprovisorium erlassen. Mit ihr wurde das Steuerwesen in Bayern neu geordnet und es wurden Steuerdistrikte gebildet. Dabei kam Weiher zum Steuerdistrikt Waffenbrunn. Der Steuerdistrikt Waffenbrunn umfasste die Orte Waffenbrunn, Maiberg, Pointmühle, Weiher, Prienzing, Stegmühle, Neugeigen, Willmering, Zifling.
1821 wurden im Landgericht Cham Gemeinden gebildet. Aus dem Steuerdistrikt Waffenbrunn gingen die Gemeinden Waffenbrunn und Willmering hervor. Die Gemeinde Waffenbrunn erhielt dabei die Orte Waffenbrunn, Maiberg, Pointmühle, Weiher.

## Pfarreizugehörigkeit
Weiher gehörte zunächst zur Pfarrei Pemfling, dann zum Schlossbenefizium Waffenbrunn. 1923 wurde Weiher der neu gegründeten Pfarrei Waffenbrunn zugeteilt. 1997 hatte Weiher 36 Katholiken.

## Einwohnerentwicklung ab 1838
| Jahr | Einwohner | Gebäude |
| ---- | --------- | ------- |
| 1838 | 27        | 4       |
| 1861 | 23        | 12      |
| 1871 | 16        | 13      |
| 1885 | 38        | 4       |
| 1900 | 30        | 4       |
| 1913 | 32        | 4       |

| Jahr | Einwohner | Gebäude |
| ---- | --------- | ------- |
| 1925 | 38        | 4       |
| 1950 | 39        | 6       |
| 1961 | 33        | 8       |
| 1970 | 33        | k. A.   |
| 1987 | 36        | 8       |
| 2011 | 28        | k. A.   |